# مجله قانون وسياسة التكنولوجيا
مجلة قانون وسياسة التكنولوجيا، هي مراجعة قانونية مخصصة لمناقشة وتحليل الآثار القانونية للتكنولوجيا. تشمل الموضوعات، براءات الاختراع، حقوق النشر، العلامات التجارية، الأسرار التجارية، مكافحة الاحتكار، خصوصية المعلومات وقانون الكمبيوتر. تم إنشاء المجلة في عام 1995م ويتم نشرها مرتين سنويًا من قبل كلية الحقوق بجامعة فلوريدا ليفين .